# Pirata allapahae
Pirata allapahae Gertsch, 1940 è un ragno appartenente alla famiglia Lycosidae.

## Etimologia
Il nome della specie è in onore della tribù indiana degli Allapaha, che vive in Florida, zona di rinvenimento degli esemplari.

## Caratteristiche
L'olotipo maschile rinvenuto ha il cefalotorace lungo 1,75mm, e largo 1,25mm.
L'allotipo femminile rinvenuto ha il cefalotorace lungo 1,87mm, e largo 1,37mm.

## Distribuzione
La specie è stata reperita nella Florida settentrionale: nella Contea di Alachua, nella Contea di Pasco, nella Contea di Marion e nella Contea di Putnam.

## Tassonomia
La specie appartiene al nanatus group nell'ambito del genere Pirata insieme con P. apalacheus, P. nanatus, P. seminolus e P. welakae.
Al 2017 non sono note sottospecie e dal 1978 non sono stati esaminati nuovi esemplari.